# Municipio de Hansonville
El municipio de Hansonville (en inglés: Hansonville Township) es un municipio ubicado en el condado de Lincoln en el estado estadounidense de Minnesota. En el año 2010 tenía una población de 90 habitantes y una densidad poblacional de 1,03 personas por km².

## Geografía
El municipio de Hansonville se encuentra ubicado en las coordenadas 44°34′49″N 96°23′20″O / 44.58028, -96.38889. Según la Oficina del Censo de los Estados Unidos, el municipio tiene una superficie total de 87.49 km², de la cual 86,63 km² corresponden a tierra firme y (0,97 %) 0,85 km² es agua.

## Demografía
Según el censo de 2010, había 90 personas residiendo en el municipio de Hansonville. La densidad de población era de 1,03 hab./km². De los 90 habitantes, el municipio de Hansonville estaba compuesto por el 93,33 % blancos, el 5,56 % eran de otras razas y el 1,11 % eran de una mezcla de razas. Del total de la población el 5,56 % eran hispanos o latinos de cualquier raza.